# Zora osetica
Espèce
Zora osetica est une espèce d'araignées aranéomorphes de la famille des Miturgidae.

## Distribution
Cette espèce se rencontre en Russie en Ossétie du Nord-Alanie et en Géorgie,.

## Description
Le mâle holotype mesure 2,95 mm.

## Systématique et taxinomie
Cette espèce a été décrite par Ponomarev, Alekseev, Komarov et Shmatko en 2021.

## Étymologie
Son nom d'espèce lui a été donné en référence au lieu de sa découverte, l'Ossétie.

## Publication originale
- Ponomarev, Alekseev, Komarov & Shmatko, 2021 : « Spiders (Aranei) of the Terek River valley in Mozdok District of the Republic of North Ossetia–Alania, Russia. » Caucasian Entomological Bulletin, vol. 17, no 2, p. 351-374.